# David Gilmore
David Gilmore, född 5 februari 1964 i Cambridge, Massachusetts, är en amerikansk jazzgitarrist.
Gilmore studerade vid New York University med Joe Lovano och Jim McNeely. År 1987 började han arbeta professionellt med M-Base Collective och Ronald Shannon Jackson. Under 1990-talet var han medlem i bandet Lost Tribe och spelade även med Me'shell N'Degeocello, Monday Michiru och Tom Lang.
1995 ingick han i Wayne Shorters band. Tillsammans med sin bror Marque Gilmore, Matt Garrison och Aref Durvesh grundade han bandet Kindread Spirits. Tillsammans med Christian McBride, Jeff "Tain" Watts och Ravi Coltrane spelade han in skivan Unified Presence. 
Under de senaste åren har Gilmore arbetat tillsammans med Wayne Shorter, Cindy Blackman, Geri Allen, Steve Coleman, Alice Coltrane, Jack DeJohnette, Rachelle Ferrell, Cyndi Lauper, Brandon & Wynton Marsalis, Dianne Reeves, The Jazz Crusaders, Art Blakey, Cassandra Wilson, Carolyn Leonhart, Don Byron, och Uri Caine.